# 哈維 (西澳)
哈维（英語：Harvey）是一个位於西澳大利亞州西南區西南公路旁的城鎮。哈维位於珀斯以南140公里，並且位於平贾拉和班伯利之間。哈维隸屬於哈维郡，2006年人口為2,606人。

## 歷史
「哈维」這個名稱取名自其附近的河流哈维河，而哈维河則是於1829年被亚历山大·柯利和威廉·普雷斯顿發現後由詹姆士·史特靈以海军少将约翰·哈维命名。
於1817年至1818年期間，哈维是西印度群岛中轉站的指挥官，而史特靈剛好是他的部下。當時，正值HMS巴臣號的船長一職空缺，而哈维推薦史特靈擔當該職，因此史特靈對哈维懷有感激之心，並以其名字命名哈维河。史特靈也以他的海军同事命名不少西澳地方。
根據詹姆斯·巴特所述，史特靈後來選擇了哈维河附近約12800英亩的土地設立了哈维河拓居地。而史特靈在設立拓居地後只做了一件事，就是建立了狩猎小屋，命名為「茅屋」，並把茅屋附近命名為古里杰克合（Korijekup）。古里杰克合是原住民努恩噶尔人的名詞，意為「紅尾黑鳳頭鸚鵡之地」。茅屋是由搭迭屋顶、桉树木牆壁和六角地砖組成。於1880年代，這間屋成為了儿童作家迈·吉布斯的居所。

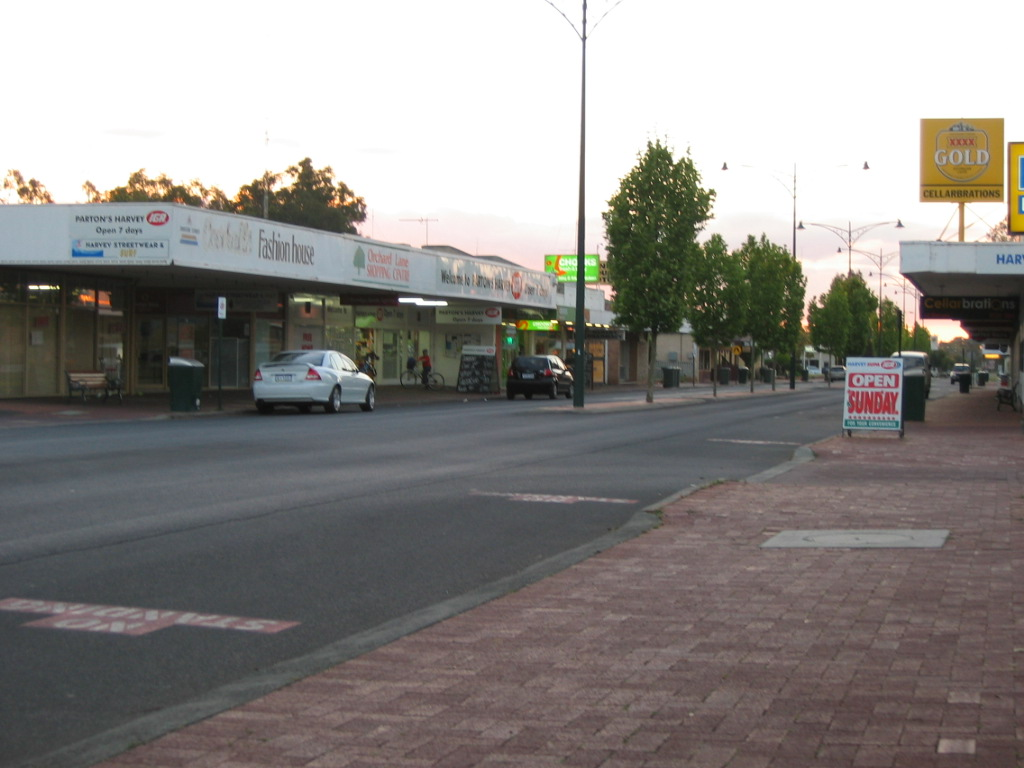
黃昏時候的乌得路

在1860年代期間，澳大利恩是哈维河一帶的中心聚居地。但於1876年，由平贾拉到不伦瑞克交界的公路「山麓路线」（今西南公路）鋪設完成，因此哈维成為了第二個中心聚居地。
哈維於1890年由一班投資者設立。哈維起初早一個私人擁有的小鎮，其設立是為了配合附近於1893年設立的库克尔立普鐵路站。但是，現今的库克尔合比哈維的規模明顯小很多。哈維於1898年的人口僅為93人（66位男性和27位女性）。
於1926年，哈維成為了西南公路的其中一個重要樞紐，因此政府強迫投資者將市鎮擁有權交予政府。但政府實際上於1938年才成功收回哈維。
於2006年2月，自1919年便專售哈維牛肉，並擔當起西澳90%牛肉出口的公司EG Green & Sons宣告破產。同年四月，有一個财团收购了該公司，並更名為哈维产业，拯救了西澳牛肉产业。於2010年，哈維於澳洲國內開始聞名，全因一位來自哈維的19歲女孩杰西卡·莫洛尼獲得澳洲超級模特兒新秀大賽的第四名。

## 現況

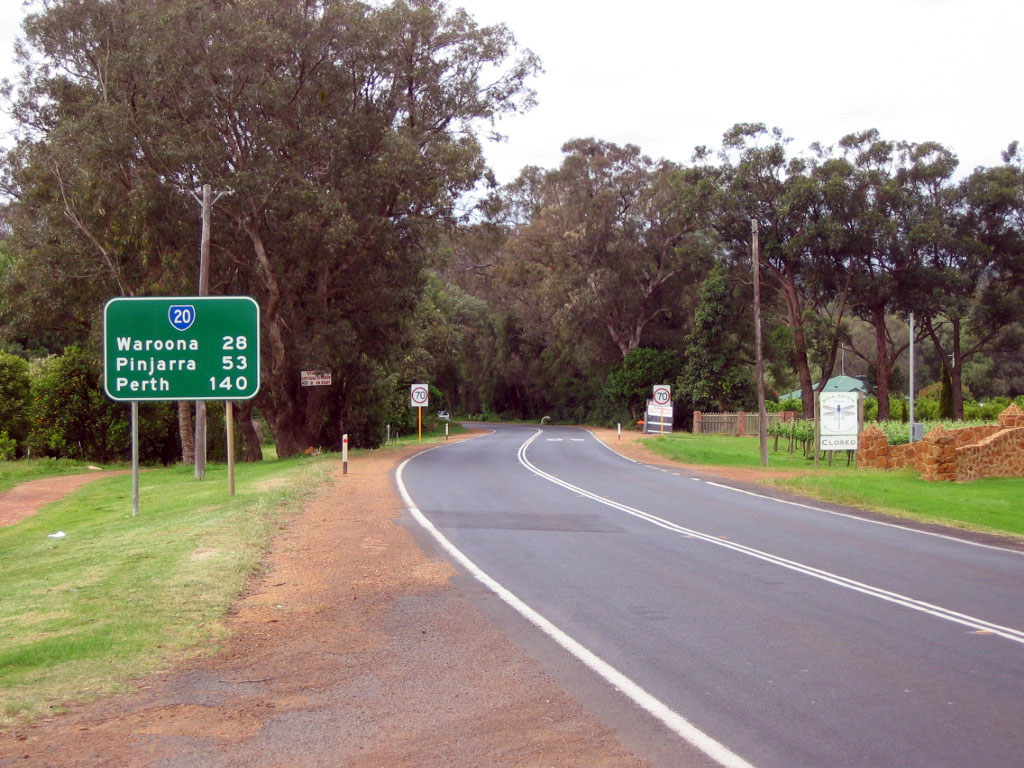
西南公路

哈維是哈維郡的中心，並且是西澳乳品行业的心臟地帶。哈維市內有一家农业大学，而西澳兩家肉類公司哈维鲜肉和哈维牛肉的總部皆位於亦哈維。每年四月，哈維亦會舉辦一個农业展覽。另外，哈維市內亦有一間中學、一間小學、數間餐饮和购物场所、數間住宿酒店、一間市议会办事处和一間森林产品委员会木材技术中心。
哈維火車站內有一個介紹哈維早期發展和斯特林茅屋的博物館，以及一個遊客中心。

## 交通

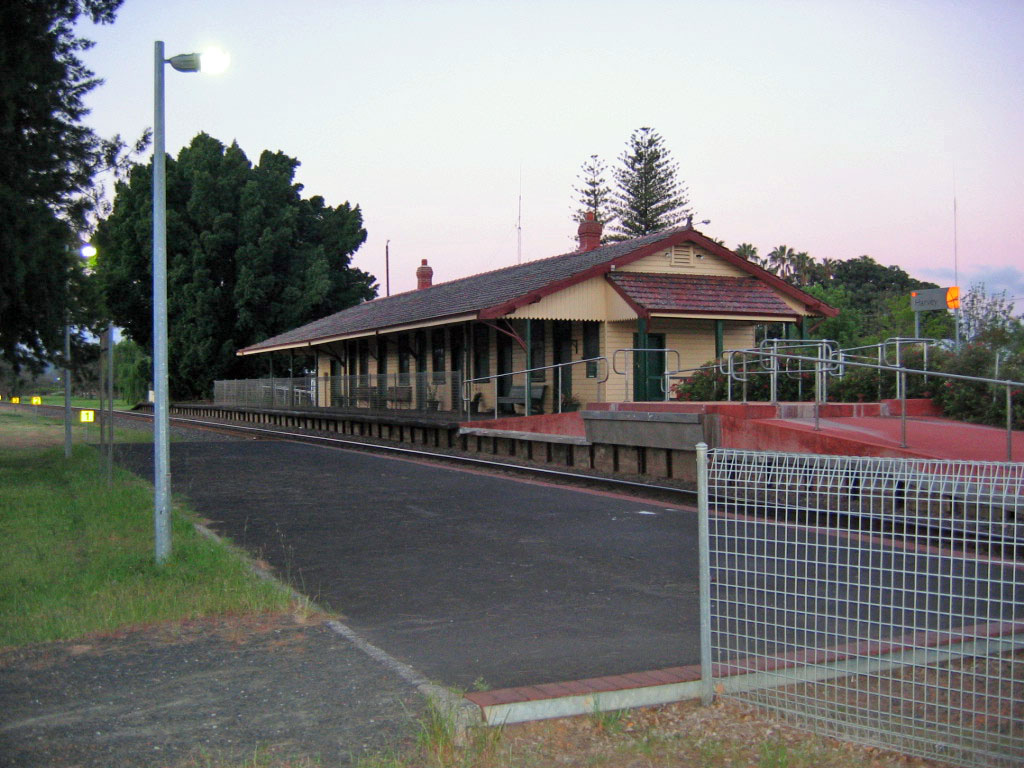
哈维火车站

主要通往哈維的道路為西南公路。而小鎮主街道乌得路則通往妙立附近的旧海岸公路。哈維亦是Transwa公司的西南铁路的其中一個站。